# Conclaaf van 1378
Het conclaaf van 1378 vond plaats van 7 tot 9 april 1378 in de Oude Sint-Pietersbasiliek te Rome, en volgde op de dood van paus Gregorius XI op 27 maart 1378. Het conclaaf leidde tot de verkiezing van Bartolomeo Prignano als paus Urbanus VI. Dit conclaaf en de verkiezing van Urbanus VI vormden de basis voor het Westers Schisma, een periode van verdeeldheid binnen de Katholieke Kerk die meer dan veertig jaar zou duren.

## Aanloop
Na het overlijden van paus Gregorius XI in maart 1378 keerden de kardinalen terug naar Rome, na bijna 70 jaar van pauselijke residentie in Avignon. De Romeinse bevolking vreesde dat de kardinalen opnieuw een Franse paus zouden kiezen, wat mogelijk zou leiden tot een terugkeer van het pausdom naar Avignon. Om dit te voorkomen, eisten de Romeinen de verkiezing van een Italiaanse paus en dreigden met geweld als hier niet aan werd voldaan.

## Verloop en nasleep
Het College van Kardinalen bestond uit 16 leden, waarvan 11 Frans en 5 Italiaans. De kardinalen kwamen bijeen in de oude Sint-Pietersbasiliek, waar ze onder druk van de woedende Romeinse menigte besloten om Bartolomeo Prignano, aartsbisschop van Bari en een Italiaan die geen kardinaal was, tot paus te kiezen. Hij nam de naam Urbanus VI aan.
Aanvankelijk aanvaardden de Franse kardinalen de verkiezing van Urbanus VI, maar al snel ontstond onenigheid over zijn autoritaire (zelfs tirannieke) en hervormingsgezinde houding. In september 1378 verklaarden 13 kardinalen de verkiezing van Urbanus VI ongeldig, met het argument dat deze onder druk van de Romeinse menigte had plaatsgevonden. Zij kozen vervolgens Robert van Genève tot tegenpaus, die de naam Clemens VII aannam en zijn zetel in Avignon vestigde. Deze dubbele pausverkiezing leidde tot het Westers Schisma, waarbij Europese landen partij kozen voor een van beide pausen. Dit schisma duurde tot 1417 en had diepgaande gevolgen voor de eenheid en het gezag van de Katholieke Kerk in de late middeleeuwen.